# Pitalovo
Pitalovo (ruski: Пыталово, latvijski: Pitalova, Abrene) je gradić u Pskovskoj oblasti u Rusiji. Upravno je središte Pitalovskog rajona. 
Latvija osporava Rusiji pravo na to područje; naziva ga Abrenskom regijom.

## Povijest
Selo Pitalovo je 1878. imalo 57 stanovnika i pripadalo je Ostrovskom "ujezdu" (okrugu) Pskovske gubernije.
Naraslo je do veličine grada, nakon što je postalo i željezničkom postajom na novoizgrađenoj pruzi.
Riškim sporazumom iz 1920. je dio ostrovskog okruga, uključujući Pitalovo pripao Latviji i grad je dobio ime Abrene.
Nakon drugog svjetskog rata, SSSR je vratio Abrenu i abrenski okrug natrag u Pskovsku oblast. Većina latvijskih stanovnika je bila protjerana iz grada i grad je opet dobio ime Pitalovo.
Ova promjena nadležnosti je bila predmetom latvijsko-ruskih nesporazuma od raspada SSSR-a. 
Pitalovo je najveće naselje u spornom području (vidi Abrenska regija).